# Surakarta

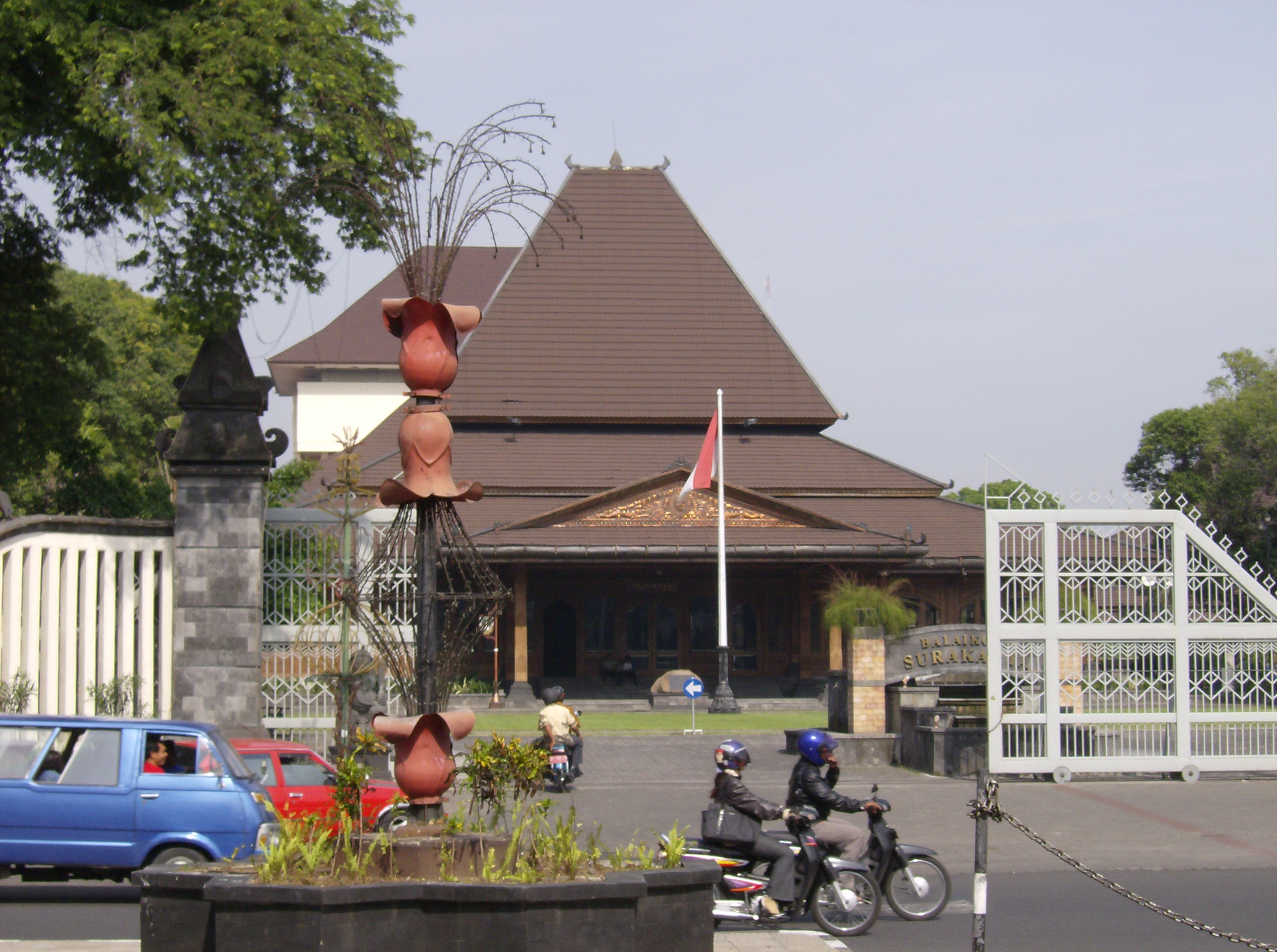
La casa de la vila de Surakarta o Solo

Surakarta, més coneguda com a Solo o Sala, és una ciutat d'Indonèsia al centre de Java, província de Java Central, amb una població de 520.061 habitants el 2009. La ciutat té una superfície de 44 km² dividits en cinc subdistrictes, i limita amb les regències de Karanganyar i Boyolali al north, Karanganyar i Sukoharjo a l'est i oest, i Sukoharjo al sud. A l'est hi ha el riu Bengawan Solo. La ciutat és seu del sultà de Surakarta que hi té el seu kraton (palau/cort), però només gaudeix de poder cerimonial. Junt amb Yogyakarta, Surakarta és l'hereu del regne de Mataram, dividit en dos regnes el 1755. Té l'aeroport internacional Adisumarmo a 14 km al nord.

## Administració
Surakarta té estatus de ciutat especial, que equival a regència,. Junt amb les veïnes regències de Karanganyar, Sukowati, Wonogiri, Sukoharjo, Klaten i Boyolali, formaven l'antiga residència holandesa de Surakarta (Soerakarta). Sota la república va adquirir l'estatus de ciutat regulada i fou dividida en cinc subdistrictes (kecamatan), cadascun dirigit per un camat, i en 51 kelurahan, cadascun dirigit per un lurah. Els cinc subdistrictes són:
- Kecamatan Pasar Kliwon amb 9 kelurahans
- Kecamatan Jebres amb 11 kelurahans
- Kecamatan Banjarsari amb 13 kelurahans
- Kecamatan Lawiyan o Laweyan amb 11 kelurahans
- Kecamatan Serengan amb 7 kelurahans

## Història
Jogyakarta fou la capital del regne de Mataram des de 1582 i Surkarta en feia part. La capital va passar a Kartasura (vers 1677/1680) i l'islam fou adoptat com a religió oficial, respectant les tradicions javaneses. Un enfrontament entre mariners xinesos i holandesos a Batavia (els xinesos foren massacrats) va derivar en una revolta contra la influència excessiva de la Companyia Holandesa de les Índies Orientals que es va estendre a l'interior de Java i el sultà de Mataram Paku Buwono II va deixar el seu kraton de Kartasura i es va instal·lar a un poble de nom Solo o Sala, a uns 12 km a l'est de l'antiga capital, i a la vora del riu Bengawan Solo. El lloc fou rebatejat Surakarta i s'hi va establir el 1745. La Companyia el va obligar a cedir-li amplies zones de la costa i de l'interior. Paku Buwono II (Paku Buwono = Eix de l'Univers) va morir el 1749 i els holandesos van declarar rei (susuhunan) al príncep hereu amb el nom de Paku Buwono III, però a Jogyakarta un germà petit del rei difunt (i el seu rival des de feia temps), que tenia el suport dels opositors als holandesos, es va proclamar rei com a Mangku Bumi III. El 1755 el regne de Mataram es va dividir formalment i es van formar dos regnes rivals: Kasunanan Surakarta Hadinigrat i Kasutanan Yogyakarta Hadinigrat. El rei de Jogyakarta va agafar el títol de sultà que havia utilitzat Aung el sobirà més important de Mataram (1613-1646) en virtut d'un acta vinguda de la Meca; va agafar el nom de Hamengkubuwono I i va fundar la dinastia que encara regna a Jogyakarta (Hamengkubuwono X va pujar al tron el 1988). Els dos regnes encara van patir altres particions posteriorment: al persistent rebel Raden Mas Said, germà petit de Paku Buwono II, li fou concedida una part del regne de Surkarta que ja dominava des de 1757, amb el títol de Magku Negara, amb residència a la mateixa Surkarta; Paku Alam va rebre alguns districtes de Jogyakarta de mans dels britànics el 1812 (formant l'estat de Paku Alaman). Des de 1830 l'autoritat holandesa sobre els principats vassalls va ser regulada i va passar a ser un control indirecte.

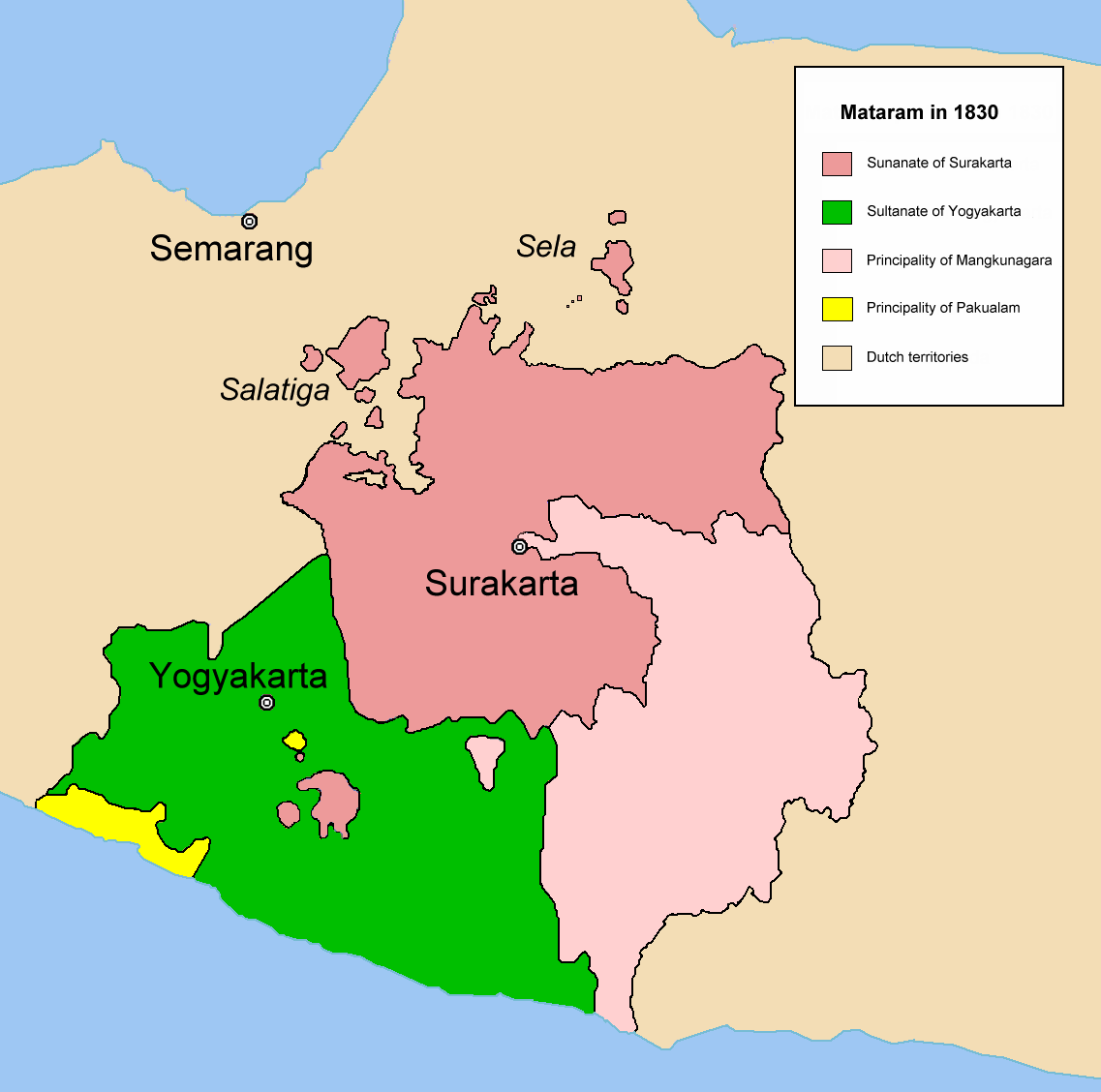
Repartiment del regne de Mataram al temps del tractat de Giyanti, 1755.

Al final de la II Guerra Mundial Paku Buwono XII, entronitzat poques setmanes abans de la proclamació de la república d'Indonèsia (proclamació efectiva el 17 d'agost de 1945), va intentar mantenir la seva autoritat declarant el seu regne com a "regió d'excepció" (dara istimewa) dins la república, sota la seva pròpia administració com a susuhunan; però el descrèdit de les formes feudals, el poc suport contra el retorn dels holandesos (el 1946), l'auge dels comunistes i altres factors, van provocar que aviat la seva autoritat quedés reduïda al seu palau. El 1950 el territori del sultanat i el regne de Mangku Negara foren declarats incorporats a la província de Java Central (Jawa Tengah) i Surakarta només va conservar l'estatus de ciutat residencial (kabupaten)

## Llista de sultans de Surkarta
- Vegeu per abans del 1755 Regne de Mataram
- Paku Buwono III (1732 - 1788) 11 de desembre de 1749 - 26 de setembre de 1788, des de 1755 establert a Surakarta.
- Paku Buwono IV (1768 - 1820) 1788 - 1 d'octubre de 1820
- Paku Buwono V (1784 - 1823) 1820 - 5 de setembre de 1823
- Paku Buwono VI (1807 - 1849) 1823 - 14 de juny de 1830
- Paku Buwono VII (1796 - 1858) 1830 - 10 de maig de 1858
- Paku Buwono VIII (1789 - 1861) 1858 - 28 de desembre de 1861
- Paku Buwono IX (1830 - 1893) 1861 - 17 de març de 1893
- Paku Buwono X (1866 - 1939) 1893 - 20 de febrer de 1939
- Paku Buwono XI (1886 - 1945) 1939 - 1 de juny de 1945
- Paku Buwono XII (1925 - 2004) 1945 - 11 de juny de 2004
- Paku Buwono XIII (1948 -) 10 de setembre de 2004 -
- Paku Buwono XIII (1954 -) 2004 - (en oposició)

## Bandera
La bandera del sultà és groc taronja; a una fotografia de la bandera al seu palau (kraton) no s'hi veu serrell o vora, però sembla que habitualment porta un serrell blau per les vores.